# Rustburg (Virginia)
Rustburg település az Amerikai Egyesült Államok Virginia államában, Campbell megyében, melynek megyeszékhelye is. Lakosainak száma 1281 fő (2020. április 1.).

## Népesség
A település népességének változása:

| 2010 | 1 431 |
| 2020 | 1 281 |